# SCTV (Indonésie)
Pour les articles homonymes, voir SCTV (homonymie).
SCTV (Sourya Tchitra Télévision) est un réseau indonésien de chaînes télévisées fondé en 1990 et basé à Jakarta.

## Programmes
- Séries: Asmara Gen Z, Ketika Cinta Memanggilmu, Seharum Cinta Melati, Luka Cinta, FTV SCTV « téléfilm »
- Bulletin: Liputan 6
- Quiz: Gaspol